# 1. Division 1982-1983
L'edizione 1982-83 della Bundesliga vide la vittoria finale del Rapid Vienna.
Capocannoniere del torneo fu Johann Krankl del Rapid Vienna con 23 reti.

## Classifica finale
|    | Classifica            | G  | V  | N  | P  | GF | GS | Pt |
| -- | --------------------- | -- | -- | -- | -- | -- | -- | -- |
| 1  | Rapid Vienna          | 30 | 20 | 8  | 2  | 72 | 18 | 48 |
| 2  | Austria Vienna        | 30 | 22 | 4  | 4  | 76 | 27 | 48 |
| 3  | FC Wacker Innsbruck   | 30 | 13 | 12 | 5  | 55 | 36 | 38 |
| 4  | Sturm Graz            | 30 | 16 | 5  | 9  | 50 | 33 | 37 |
| 5  | SV Austria Salisburgo | 30 | 14 | 6  | 10 | 45 | 34 | 34 |
| 6  | Austria Klagenfurt    | 30 | 13 | 6  | 11 | 52 | 49 | 32 |
| 7  | Grazer AK             | 30 | 12 | 8  | 10 | 40 | 40 | 32 |
| 8  | VOEST Linz            | 30 | 12 | 8  | 10 | 41 | 42 | 32 |
| 9  | SC Eisenstadt         | 30 | 8  | 13 | 9  | 41 | 48 | 29 |
| 10 | Admira Wacker         | 30 | 9  | 9  | 12 | 42 | 47 | 27 |
| 11 | Wiener Sport-Club     | 30 | 10 | 7  | 13 | 44 | 60 | 27 |
| 12 | Linzer ASK            | 30 | 9  | 7  | 14 | 42 | 49 | 25 |
| 13 | SC Neusiedl           | 30 | 7  | 7  | 16 | 29 | 49 | 21 |
| 14 | Union Wels            | 30 | 6  | 8  | 16 | 27 | 46 | 20 |
| 15 | First Vienna FC       | 30 | 7  | 5  | 18 | 25 | 61 | 19 |
| 16 | 1. Simmeringer SC     | 30 | 2  | 7  | 21 | 20 | 62 | 11 |

## Verdetti
- Rapid Vienna Campione d'Austria 1982-83.
- Austria Vienna e Sturm Graz ammesse alla Coppa UEFA 1983-1984.
- First Vienna FC e 1. Simmeringer SC retrocesse in Erste Liga.